# Британский бейсбол

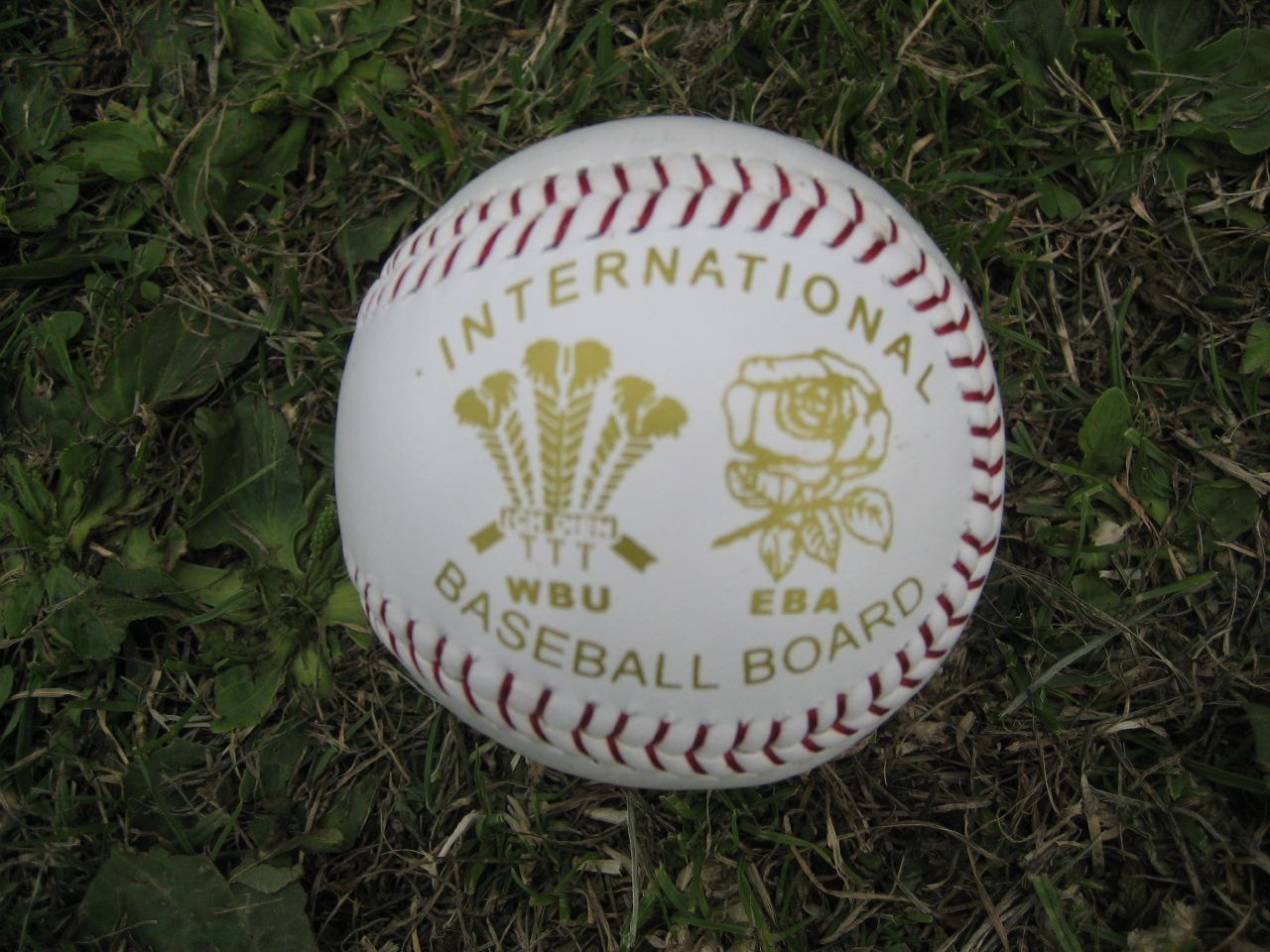
Мяч с игры между сборными Англии и Уэльса 2006 года

Британский бейсбол (англ. British baseball), иногда встречается название валлийский бейсбол (англ. Welsh baseball) — спортивная командная игра с бейсбольным мячом и битой, распространённая в Уэльсе и Англии. Британский бейсбол тесно связан с игрой в раундерс и изначально возник после того, как руководящие органы Уэльса и Англии в 1892 году изменили название на британский бейсбол. Среди традиционных игр с мячом и битой, британский бейсбол имеет одни из самых глубоких корней, наряду с лаптой, раундерс и схожими спортивными играми.

## Различия между американским и британским бейсболом
Хотя обе игры имеют схожее происхождение, британский бейсбол имеет несколько отличий от более распространённого американского бейсбола. Однако несмотря на отличия и сходство в некоторых моментах с крикетом, британский бейсбол имеет больше общего с традиционным бейсболом, а также раундерс, которую часто считают промежуточным вариантом между крикетом и бейсболом.
- Подача мяча. В британском бейсболе мяч подаётся снизу (как в крикете или боулинге), в отличие от американского бейсбола, где питчер бросает мяч сверху.
- Количество игроков. В состав команды входит 11 игроков и их замена в течение игры не допускается. В американском бейсболе на поле выходят 9 игроков, каждый из которых по желанию может быть заменён и игрок, который покидает поле, не может выйти во второй раз.
- Количество иннингов. У каждой команды есть два иннинга. Иннинг заканчивается, когда все 11 игроков команды либо выбыли, либо заняли базы. В обычной игре в американском бейсболе обычно проводится 9 иннингов, причём каждый раз, когда три игрока команды нападения отправились в аут, команды меняются местами (таким образом, в каждом иннинге шесть аутов — по три для каждой команды).
- Базы. В британском бейсболе базы обозначены установленными на земле шестами, а не квадратными подушечками, как в американском варианте.
- Бита. Британский вариант биты имеет плоскую поверхность, в то время как в американском варианте она полностью закруглённая.
- Система подсчёта очков. В британском бейсболе игрок получает очко, если он обежал хотя бы одну базу после удара по мячу. Игрок не получает очко, если он обежал базу во время удара другого игрока. Эквивалентом хоум-рана, за который даётся 4 очка, служат 4 пробежки. В американском бейсболе очко засчитывается только если игрок обежал все базы, будь то собственный удар или удар другого игрока команды, или же получил очко другим способом, минуя удар, например после волка или кражи базы.

## Распространение
В настоящее время игра широко распространена только в двух районах Великобритании — Мерсисайде на северо-западе Англии и на юге Уэльса, особенно в Кардиффе и Ньюпорте. В Кардиффе игры проходят на стадионе Кардифф Армс Парк. На протяжении многих лет в Уэльсе и Англии проходили турниры местных лиг, а с 1908 года — матч между сборными Англии и Уэльса. В 1948 году игра у Кардиффского замка собрала 10 тысяч человек, а в последние годы количество пришедших посмотреть игру не превышает 1-2 тысячи человек.
В британский бейсбол также играют на уроках физкультуры в некоторых начальных и средних школах, так как правила игры несложны и можно задействовать большое количество игроков одновременно.